# Roc de la Cova dels Llops
El Roc de la Cova dels Llops és una roca situada en el terme municipal de Conca de Dalt, dins de l'antic terme d'Hortoneda de la Conca, al Pallars Jussà.
És a llevant de la Torre de Perauba, a la vall del barranc de la Coma d'Orient, just al sud-oest dels Masos de la Coma i al nord-est de la Serra de Palles.